# Trichoscelia sequella
Trichoscelia sequella is een insect uit de familie van de Mantispidae, die tot de orde netvleugeligen (Neuroptera) behoort. 
Trichoscelia sequella is voor het eerst wetenschappelijk beschreven door Westwood in 1867.